# Crematogaster daisyi
Crematogaster daisyi  (лат.) — вид муравьёв рода Crematogaster из подсемейства Myrmicinae (Formicidae). Борнео (Малайзия).

## Описание
Мелкие муравьи (рабочие имеют длину около 4 мм, матки крупнее). Отличаются красно-коричневой окраской тела, многочисленными щетинками скапуса усиков и крупными проподеальными дыхальцами. Основные промеры и индексы пропорций рабочих муравьёв: ширина головы (HW) 0.79-0.88 мм; длина головы (HL) 0.74-0.83; головной индекс (CI) 101—107 (HW/HL × 100); длина скапуса усика (SL) 0.68-0.76; индекс скапуса усиков (SI) 86-90 (SL/HW × 100). От близкого вида Crematogaster sikkimensis отличается наличием вентрально направленных дыхальцев на петиоле, локализованных в нижней его части. Проподеальные шипики на заднегрудке развиты. Усики рабочих и самок 11-члениковые (у самцов усики состоят из 12 сегментов, включая скапус). Голова субквадратная. Глаза среднего размера, расположены в задне-боковой части головы. Тело гладкое и блестящее, короткие сеты прижатые к поверхности (отстоящие волоски отсутствуют). Стебелёк между грудкой и брюшком состоит из двух члеников: петиолюса и постпетиолюса (последний четко отделен от брюшка), жало развито, куколки голые (без кокона). Характерна возможность откидывать брюшко на спину при распылении отпугивающих веществ. Таксон был впервые описан как вид в 1901 году швейцарским мирмекологом Огюстом Форелем, а валидный статус был подтверждён в ходе ревизии в 2015 году японским энтомологом Ш. Хосоиши (Shingo Hosoishi; Kyushu University, Фукуока, Япония). Включён в видовую группу Crematogaster ranavalonae-group (Oxygyne).